# Стокгольмский институт переходной экономики
Стокгольмский институт переходной экономики (англ. Stockholm Institute of Transition Economics, SITE) — научно-исследовательское учреждение (Швеция); институт основан в 1989 г.; является подразделением Стокгольмской школы экономики.
Основная задача института: исследование проблематики переходной экономики в Центральной и Восточной Европе.
SITE является инициатором и спонсором создания ряда исследовательских учреждений, составляющих его своеобразную «семью» (SITE and its family) : ЦЭФИР (Москва), Балтийского международного центра исследований экономической политики (BICEPS, Рига), Киевского экономического института (KEI), Центра экономического анализа (CenEA, Щецин), Международной школы экономики (ISET, Тбилиси) и Белорусского экономического исследовательско-образовательного центра (BEROC, Минск).
Его основатель и затем до 1994 г. директор — Андерс Аслунд.